# Pakistanische Cricket-Nationalmannschaft in Simbabwe in der Saison 2020/21
Die Tour der pakistanischen Cricket-Nationalmannschaft in Simbabwe in der Saison 2020/21 fand vom 21. April bis zum 10. Mai 2021 statt. Die internationale Cricket-Tour war Bestandteil der Internationalen Cricket-Saison 2020/21 und umfasste zwei Tests und drei Twenty20s. Pakistan gewann die Test-Serie 2–0 und die Twenty20-Serie 2–1.

## Vorgeschichte
Simbabwe spielte zuvor eine Tour gegen Afghanistan in den Vereinigten Arabischen Emiraten, Pakistan eine Tour in Südafrika. Das letzte Aufeinandertreffen der beiden Mannschaften bei einer Tour fand im Herbst zuvor in Pakistan statt.

## Stadion
Das folgende Stadion wurde für die Tour ausgewählt.
| Stadion            | Stadt  | Kapazität | Spiele                    |
| ------------------ | ------ | --------- | ------------------------- |
| Harare Sports Club | Harare | 10.000    | 1. & 2. Test; 1. – 3. T20 |

## Kaderlisten
Pakistan benannte seinen Kader am 17. März 2021.
Simbabwe benannte seinen Twenty20-Kader am 19. April 2021.
| Test | Test | Twenty20 | Twenty20 |
| Simbabwe | Pakistan | Simbabwe | Pakistan |
| --- | --- | --- | --- |
| - Brendan Taylor (K) - Sean Williams (K) - Regis Chakabva - Tendai Chisoro - Tanaka Chivanga - Luke Jongwe - Roy Kaia - Kevin Kasuza - Wesley Madhevere - Wellington Masakadza - Prince Masvaure - Tarisai Musakanda - Blessing Muzarabani - Richard Ngarava - Victor Nyauchi - Milton Shumba - Donald Tiripano | - Babar Azam (K) - Mohammad Rizwan (VK, wk) - Abdullah Shafique - Abid Ali - Azhar Ali - Faheem Ashraf - Fawad Alam - Haris Rauf - Hasan Ali - Imran Butt - Mohammad Nawaz - Nauman Ali - Sajid Khan - Salman Ali Agha - Sarfaraz Ahmed (wk) - Saud Shakeel - Shaheen Afridi - Shahnawaz Dahani - Tabish Khan - Zahid Mahmood | - Sean Williams (K) - Ryan Burl - Regis Chakabva - Tanaka Chivanga - Craig Ervine - Luke Jongwe - Tinashe Kamunhukamwe - Wesley Madhevere - Tadiwanashe Marumani - Wellington Masakadza - Tapiwa Mufudza - Tarisai Musakanda - Blessing Muzarabani - Richard Ngarava - Brendan Taylor - Donald Tiripano | - Babar Azam (K) - Shadab Khan (VK) - Arshad Iqbal - Asif Ali - Danish Aziz - Faheem Ashraf - Fakhar Zaman - Haider Ali - Haris Rauf - Hasan Ali - Mohammad Hafeez - Mohammad Hasnain - Mohammad Nawaz - Mohammad Rizwan (wk) - Mohammad Wasim - Sarfaraz Ahmed (wk) - Shaheen Afridi - Sharjeel Khan - Usman Qadir - Zahid Mahmood |

## Twenty20 Internationals

### Erstes Twenty20 in Harare
| 21. April Scorecard | Harare | Pakistan 149-7 (20)          | – | Simbabwe 138-7 (20) |
|                     |        | Pakistan gewinnt mit 11 Runs |   |                     |

Simbabwe gewann den Münzwurf und entschied sich als Feldmannschaft zu beginnen. Als Spieler des Spiels wurde Mohammad Rizwan ausgezeichnet.

### Zweites Twenty20 in Harare
| 23. April Scorecard | Harare | Simbabwe 118-9 (20)          | – | Pakistan 99 (19.5) |
|                     |        | Simbabwe gewinnt mit 19 Runs |   |                    |

Pakistan gewann den Münzwurf und entschied sich als Feldmannschaft zu beginnen. Als Spieler des Spiels wurde Luke Jongwe ausgezeichnet.

### Drittes Twenty20 in Harare
| 25. April Scorecard | Harare | Pakistan 165-3 (20)          | – | Simbabwe 141-7 (20) |
|                     |        | Pakistan gewinnt mit 24 Runs |   |                     |

Pakistan gewann den Münzwurf und entschied sich als Schlagmannschaft zu beginnen. Als Spieler des Spiels wurde Hasan Ali ausgezeichnet.

## Tests

### Erster Test in Harare
| 29. April – 1. Mai Scorecard | Harare | Simbabwe 176 (59.1) & 134 (46.2)                | – | Pakistan 426 (133) |
|                              |        | Pakistan gewinnt mit einem Innings und 116 Runs |   |                    |

Simbabwe gewann den Münzwurf und entschied sich als Schlagmannschaft zu beginnen. Als Spieler des Spiels wurde Hasan Ali ausgezeichnet.

### Zweiter Test in Harare
| 7. – 11. Mai Scorecard | Harare | Pakistan 510-8d (147.1) & 231 (68)              | – | Simbabwe 132 (60.4) |
|                        |        | Pakistan gewinnt mit einem Innings und 147 Runs |   |                     |

Pakistan gewann den Münzwurf und entschied sich als Schlagmannschaft zu beginnen. Als Spieler des Spiels wurde Abid Ali ausgezeichnet.

## Auszeichnungen

### Player of the Series
Als Player of the Series wurden der folgende Spieler ausgezeichnet.
| Serie    | Player of the Series |
| -------- | -------------------- |
| Test     | Hasan Ali            |
| Twenty20 | Mohammad Rizwan      |

### Player of the Match
Als Player of the Match wurden die folgenden Spieler ausgezeichnet.
| Spiel       | Player of the Match |
| ----------- | ------------------- |
| 1. Test     | Hasan Ali           |
| 2. Test     | Abid Ali            |
| 1. Twenty20 | Mohammad Rizwan     |
| 2. Twenty20 | Luke Jongwe         |
| 3. Twenty20 | Hasan Ali           |